# Rho Aquilae
Rho Aquilae (ρ Aquilae, förkortat Rho Aql, ρ Aql)  är en ensam stjärna belägen i den västra kanten av stjärnbilden Delfinen. Den har en skenbar magnitud på 4,94 och är synlig för blotta ögat där ljusföroreningar ej förekommer. Baserat på parallaxmätning inom Hipparcosuppdraget på ca 21,8 mas, beräknas den befinna sig på ett avstånd på ca 150 ljusår (ca 46 parsek) från solen.
En relativt stor egenrörelse resulterade i att stjärnan passerade gränsen från stjärnbilden Örnen till Delfinen 1992. Rho Aquilae är därför ett exempel på en bristande överensstämmelse mellan nuvarande stjärnbild och Bayersbeteckningens stjärnbild.

## Egenskaper
Rho Aquilae är en blå till vit stjärna i huvudserien av spektralklass A2 V. Den har en radie som är knappt dubbelt så stor som solens och utsänder från dess fotosfär ca 108 gånger mera energi än solen vid en effektiv temperatur av ca 6 100 K.
Rho Aquilae visar ett överskott av infraröd strålning som kan förklaras av en omgivande stoftskiva.